# 28660 Derbes
28660 Derbes è un asteroide della fascia principale. Scoperto nel 2000, presenta un'orbita caratterizzata da un semiasse maggiore pari a 2,5878925 UA e da un'eccentricità di 0,1593399, inclinata di 3,79634° rispetto all'eclittica.